# 알렉세이 코즐로프
알렉세이 아나톨예비치 코즐로프(러시아어: Алексей Анатольевич Козлов, Aleksei Anatolyevich Kozlov, 1986년 12월 25일, 페트로자보츠크 ~)는 러시아의 전 프로 축구 선수이다. 그는 2007년, 러시아 1부 리그의 KAMAZ 나베레즈녜 첼니에서 프로 무대에 데뷔하였다.

## 국가대표팀
2013년 6월 7일, 코즐로프는 파비오 카펠로 감독 하에 포르투갈과의 월드컵 예선전 원정 경기 (0-1)에서 러시아 국가대표팀 경기에 처음으로 출전하였다. 그는 31분에 주전 라이트 백이었던 알렉산드르 아뉴코프가 부상당함에 따라 그라운드를 밟게 되었다.
2014년 6월 2일, 그는 러시아의 2014년 FIFA 월드컵 최종 엔트리에 포함되었다.

## 개인 수상
- 러시아 프리미어리그 상위 선수 33인: 3위 (2013-14)